# Sohemus d'Iturea
Soemus o Sohemus (Soaemus o Sohaemus) fou rei d'Iturea, regne que va rebre de mans de Calígula. Tàcit diu que va morir el 49 i que llavors el regne fou annexionat a la província romana de Síria.